# Wilhelm Svedelius
Wilhelm Fredrik Arnold Svedelius, född 21 september 1905 i Stockholm, död 28 december 1991, var en svensk psykiater.  

## Biografi
Wilhelm Svedelius var son till aktuarien F. Svedelius och Nadia Smitt. Efter studentexamen i Stockholm 1925 blev Svedelius medicine kandidat vid Uppsala universitet 1930 och medicine licentiat vid Lunds universitet 1934. Han var underläkare vid sinnessjukhus 1934–40, biträdande sinnessjukläkare vid rättspsykiatriska kliniken 1940–42 och läkare vid Sankta Maria sjukhus i Helsingborg 1943–47 samt överläkare vid och chef för Umedalens sjukhus från 1948.
1938 gifte sig Svedelius med Suzanne Smedberg, som var dotter till jägmästaren Cid Smedberg och Ruth Törnsten samt sondotter till John Smedberg.